# NBA海外赛
NBA海外赛（NBA Oversea Game）是NBA全球推广战略的重要组成部分，随着NBA在世界范围内影响的扩大以及国际球员的增多甚至频频出现海外的NBA选秀状元，NBA比赛已经通过几十种语言传向了200多个国家和地区，NBA海外赛主要也是为了扩大NBA在美国本土以外的影响，所以比赛的过程和所产生的商业效应要比比赛实际的结果更被人们所看重。
1978年9月8日，NBA球队首次和国际球队进行友谊赛，欧洲豪强以色列特拉维夫马卡比队在特拉维夫的主场以98-97一分险胜来访的华盛顿子弹队；1993年，NBA首次在美加以外地区举行季前赛，地点是英国伦敦；1990年日本东京成为第一个在美国和加拿大以外举办NBA常规赛的城市；1992年NBA转战拉美地区，1997年墨西哥墨西哥城成为又一个举办NBA常规赛的海外城市。

## NBA与欧洲
欧洲是NBA最主要的开拓市场之一，两地的合作历史较为悠久，麦当劳冠军赛和NBA欧洲巡回赛是NBA球队参加两个赛事。
在战绩方面NBA球队有着压倒性的胜率，但是以色列特拉维夫马卡比篮球队曾四次击败NBA球队，分别是1978年，1984年两次和2005年。苏联国家男篮1988年在莫斯科的主场以132-123击败了亚特兰大老鹰队。

### 麦当劳冠军赛
麦当劳冠军赛（McDonald's Championship）也称麦当劳公开赛，是由著名快餐公司麦当劳公司赞助的NBA球队和一些欧洲联赛冠军球队之间的比赛。
赛事在1987－1999年间的九届比赛中有NBA球队参加，每一届都是NBA球队最后夺冠。比赛采用单轮淘汰赛制，规则结合了NBA和国际篮联的两种不同规则。 1988年首次参加赛事的波士顿塞爾提克队在传奇巨星拉里·伯德、罗伯特·帕里什和凯文·麦克海尔等球员向欧洲观众展示了精湛的球技。

### 麦当劳冠军赛历届冠军
| 球队             | 冠军 |
| ---------------- | ---- |
| 波士頓塞爾提克   | 1    |
| 芝加哥公牛隊     | 1    |
| 丹佛金塊隊       | 1    |
| 休斯頓火箭隊     | 1    |
| 洛杉磯湖人隊     | 1    |
| 密爾瓦基公鹿     | 1    |
| 紐約尼克         | 1    |
| 鳳凰城太陽隊     | 1    |
| 聖安東尼奧馬刺隊 | 1    |

### NBA欧洲巡回赛
NBA欧洲巡回赛（NBA Europe Live Tour）是国际篮球表演赛，由NBA球队和欧洲联赛的球队之间进行，从2006年起举办。
2006年NBA欧洲巡回赛四支球队将自己第一周的训练安排在了欧洲。在2006年NBA欧洲巡回赛中，费城76人输给了巴塞隆那篮球队；洛杉矶快艇队输给了莫斯科中央陆军篮球队，分别是NBA球队自1978年以来第6和第7次输给欧洲球队。
- 费城76人在西班牙巴塞隆那
- 洛杉磯快艇在俄罗斯莫斯科
- 聖安東尼奧馬刺在法国
- 鳳凰城太陽在意大利特雷维索

2007年另外四支NBA球队再次来到欧洲，参加欧洲巡回赛。有NBA球队对阵NBA球队的季前赛，也有和欧洲球队的友谊赛。其中灰熊队输给了尤尼卡贾马拉加队；暴龙队输给了皇家马德里篮球队，这分别是欧洲球队第8和第9次战胜NBA球队。
- 波士顿塞爾提克在意大利罗马
- 多倫多暴龍在意大利特雷维索
- 孟菲斯灰熊隊在西班牙马拉加
- 明尼苏達灰狼隊在土耳其伊斯坦堡

## NBA与拉美
由于地理方面的优势，NBA球队时常在美洲地区打季前赛和表演赛，他们在巴哈马、墨西哥、波多黎各和多米尼加共和国进行过数十场比赛。1991年10月20日，NBA在拉美地区的首场表演赛在巴哈马首都拿骚的水晶宫度假区进行，最终迈阿密热火队109-98击败了了华盛顿子弹队。
1994至1996年，NBA连续三年在墨西哥城举办了NBA挑战赛（NBA Challenge），先后进行了10场季前赛。
1997年12月6日，NBA在墨西哥墨西哥城举办了一场NBA常规赛，这也是拉美地区首次举办一场NBA的常规赛。对阵双方是休斯敦火箭队和达拉斯小牛队。
- 1997年12月6日，墨西哥城Palacio de los Deportes，休斯敦火箭队 108–106 达拉斯小牛队

2017年1月12日和14日，NBA在墨西哥墨西哥城举办了一场NBA常规赛，这也是拉美地区兩次举办一场NBA的常规赛。对阵双方是鳳凰城太陽队以主場球隊身分對兩隻西南組達拉斯小牛队和宿敵聖安東尼奧馬刺隊。
- 2017年1月12日，墨西哥城Mexico City Arena,，達拉斯小牛队 113–108 鳳凰城太陽队
- 2017年1月14日，墨西哥城Mexico City Arena,，聖安東尼奧馬刺队 105–108 鳳凰城太陽队

2017年12月7日和9日，NBA在墨西哥墨西哥城举办了一场NBA常规赛，这也是拉美地区三次举办一场NBA的常规赛。对阵双方是布魯克林籃網队以主場球隊身分對兩隻西區西北組的奧克拉荷馬雷霆队和東區東南組邁阿密熱火隊。
- 2017年12月7日，墨西哥城Mexico City Arena,，奧克拉荷馬雷霆队 95–100 布魯克林籃網队
- 2017年12月9日，墨西哥城Mexico City Arena,，邁阿密熱火队 101–89 布魯克林籃網队

2018年12月13日和15日，NBA在墨西哥墨西哥城举办了一场NBA常规赛，这也是拉美地区四次举办一场NBA的常规赛。对阵双方是奧蘭多魔術队以主場球隊身分對兩隻東區中央組的芝加哥公牛队和西區西北組猶他爵士隊。
- 2018年12月13日，墨西哥城Mexico City Arena,，芝加哥公牛队 91–97 奧蘭多魔術队
- 2018年12月15日，墨西哥城Mexico City Arena,，猶他爵士队 89–96 奧蘭多魔術队

## NBA于东亚

### NBA在日本
NBA在日本也有着广阔的市场发展空间，先后六次在日本举办了常规赛，日本是美国本土以外打常规赛最多的国家，而且在1996年、1999年、2019年及2022年由奥兰多魔术和新泽西籃網、沙加緬度國王和明尼苏达灰狼、休士頓火箭和多倫多暴龍、華盛頓巫師和金州勇士先后四次在日本进行过季前赛。
1990年11月3日－4日，菲尼克斯太阳队和犹他爵士队在日本东京打了NBA有史以来第一场海外常规赛，共吸引了20222名现场球迷并引起了一场NBA热。
- 1990年11月2日，菲尼克斯太阳队 119–96 犹他爵士队
- 1990年11月3日，犹他爵士队 102–101 菲尼克斯太阳队

1994-95赛季，NBA再次将揭幕战安排在了日本，波特蘭拓荒者和洛杉矶快艇队在横滨球馆举行了两场常规赛。
- 1994年11月4日，波特兰开拓者队 121–100 洛杉矶快船队
- 1994年11月5日，波特兰开拓者队 112–95 洛杉矶快船队

此后至2003-04赛季西雅图超音速队和洛杉矶快船队在埼玉县打了两场常规赛，NBA共6次安排球队到日本打常规赛。。 
- 2003年10月30日，西雅图超音速队 109–100 洛杉矶快船队
- 2003年11月1日，西雅图超音速队 124–105 洛杉矶快船队

此后至2022-23赛季金州勇士队和華盛頓巫師队在日本東京打了两场熱身賽。
- 2022年9月30日，金州勇士队 96–87 華盛頓巫師队
- 2022年10月1日，金州勇士队 104–95 華盛頓巫師队

### NBA在中国大陆
早在1979年8月24日和8月29日，华盛顿子弹队就曾来华访问在北京和上海和中国国家男子篮球队进行了两场表演赛，子弹队以96-82和113-80两次击败中国队。
- 1979年8月24日，上海 华盛顿子弹 96–82 中国国家男子篮球队
- 1979年8月29日，北京 中国国家男子篮球队 80–113 华盛顿子弹

#### NBA中国赛2004
由于中国的经济发展和NBA在中国的迅速普及加上2002年NBA选秀的新进状元姚明，NBA中国赛（NBA China Game）就这样孕育而生了。2004的中国赛是NBA季前赛首次登陆中国，10月14日和10月17日在上海、北京举行两场比赛，来访的是休斯敦火箭队和沙加緬度国王队。其中由状元秀姚明领军的火箭队的到来，在中国也掀起了一股空前的NBA热潮，比赛期间国王队也临时签下了中国国家队主力控卫刘炜，上演了两场「NBA中国德比」。
- 2004年10月14日，上海 休斯敦火箭 88–86 沙加緬度国王
- 2004年10月17日，北京 沙加緬度国王 91–89 休斯敦火箭

#### NBA中国赛2007
2007年NBA中国赛，NBA球队再次来到中国打季前赛，这次分别是勒布朗·詹姆斯领军的克里夫兰骑士队和德怀特·霍华德领衔的奥兰多魔术队，两队分别在上海、澳门进行了一场比赛，魔术队还与中国CBA联赛明星队打了一场国际篮球规则的友谊赛。奥兰多魔术队取得了全部三场比赛的胜利。
- 2007年10月17日，上海 奥兰多魔术 90–86 克里夫兰骑士
- 2007年10月18日，澳门 中国CBA联赛明星队 92–116 奥兰多魔术
- 2007年10月20日，澳门 奥兰多魔术 100–84 克里夫兰骑士

#### NBA中国赛2010
- 2010年10月13日，北京 紐澤西籃網 81–91 休士頓火箭
- 2010年10月16日，廣州 休士頓火箭 95–85 紐澤西籃網

#### NBA中国赛2012
- 2012年10月11日，北京 邁阿密熱火 94–80 洛杉磯快艇
- 2012年10月14日，上海 邁阿密熱火 89–99 洛杉磯快艇

#### NBA中国赛2013
- 2013年10月15日， 北京 金州勇士 100–95 洛杉矶湖人
- 2013年10月18日，上海 洛杉矶湖人 89–115 金州勇士[4]

#### NBA中国赛2015
- 2015年10月11日，深圳 洛杉矶快艇 94–106 夏洛特黃蜂
- 2015年10月13日，上海 夏洛特黃蜂 113–71 洛杉矶快艇

#### NBA中国赛2016
- 2016年10月9日，上海 紐奧良鵜鶘 117–123 休士頓火箭
- 2016年10月12日，北京 休士頓火箭 116–104 紐奧良鵜鶘

#### NBA中國賽2017
- 2017年10月5日，深圳 明尼蘇達灰狼 111–97 金州勇士
- 2017年10月9日，上海 金州勇士 142–110 明尼蘇達灰狼

#### NBA中國賽2018
- 2018年10月5日，深圳 費城76人 120–114 達拉斯獨行俠
- 2018年10月8日，深圳 達拉斯獨行俠 115–112 費城76人

#### NBA中國賽2019
- 2019年10月10日，上海 布魯克林籃網 114–111 洛杉磯湖人
- 2019年10月12日，深圳 洛杉磯湖人 77–91 布魯克林籃網

### NBA在台灣
NBA在台灣擁有廣大的市場，2008年NBA传奇明星赛到过台湾。在台灣爭取多年後，於2009年10月8日第一次取得NBA台灣熱身賽的海外賽的舉辦，比賽場地在臺北小巨蛋進行，由NBA兩隻正規球隊印第安納溜馬隊和丹佛金塊隊進行比賽，金塊隊以126-104击败溜馬隊，比赛的入場觀眾共計13599人，整場比賽時間為2小時33分鐘。
2013年10月13日，NBA台湾赛再次举办，休士頓火箭以107–98击败印第安纳溜馬。
- 2009年10月8日，臺灣 印第安納溜馬 104–126 丹佛金塊
- 2013年10月13日，臺灣 印第安纳溜馬 98–107 休士頓火箭

## NBA于歐洲

### NBA在倫敦
- 2011年3月4日，多倫多暴龍 103–116 紐澤西籃網
- 2011年3月5日，多倫多暴龍 136–137 紐澤西籃網 (OT3)
- 2013年1月17日，紐約尼克 102–87 底特律活塞
- 2014年1月16日，布魯克林籃網 127–110 亞特蘭大老鷹
- 2014年11月12日，休士頓火箭 113–101 明尼蘇達灰狼
- 2015年1月15日，紐約尼克 79–95	密爾瓦基公鹿
- 2016年1月14日，多倫多暴龍 106–103 奧蘭多魔術
- 2017年1月12日，印第安納溜馬 112–140 丹佛金塊
- 2018年1月11日，波士頓塞爾提克 114–103 費城76人
- 2019年1月17日，紐約尼克 100–101 華盛頓巫師

### NBA在巴黎
- 2020年1月24日，密爾瓦基公鹿 116–103 夏洛特黃鋒
- 2025年1月24日，聖安東尼奧馬刺 140–110 印地安那溜馬
- 2025年1月26日，印地安那溜馬 136–98 聖安東尼奧馬刺